# Hana Kramperová
Hana Kramperová, rozená Anna Korotvičková, křtěná Anna Veronika (18. července 1888 Tišnov – 4. července 1969 Bílovice nad Svitavou), byla česká operní pěvkyně, sopranistka.

## Život
Hanna Kramperová se narodila v Tišnově v rodině advokátního kancelisty Františka Korotvičky a jeho ženy Bedřišky rodem Veighartové. Později se s rodiči přestěhovala do Brna a právě zde se jí dostalo první hudební vzdělání, když její tamější učitel hudby Richard Kopa u ní objevil pěvecké nadání a poskytl jí základy techniky zpěvu. Důkladné pěvecké školení však získala v první soukromé pěvecké škole Olgy Minaříkové-Demartini v Brně. V letech 1907-1908 se prezentovala, pod jménem Anna Korotvičková v době studia na koncertech žáků školy Olgy Minaříkové-Demartini. Ještě před ukončením studia debutovala v roce 1908 jako Mařenka ve Smetanově Prodané nevěstě a ihned dostala nabídku na angažmá.
V roce 1908 nastartovala svojí uměleckou dráhu v Národním divadle v Brně a v říjnu téhož roku se provdala za pěvce Františka Kramperu a v roce 1909 se jim narodila dcera Kamila. Následně svojí činnost na čas přerušila a v roce 1910 odešla i se svým manželem na rok do opery v Záhřebu. Odtud zamířila do opery v Lublani, vedenou tehdy pod taktovkou Václavem Talichem, kde vystupovala pod jménem Aninka Kramperova, až do konce roku 1912.
Po návratu do vlasti působila v letech 1915-1919 v Městském divadle v Pardubicích, odtud odešla na Slovensko, kde v letech 1920-1922 vystupovala v Bratislavě ve Slovenském národním divadle. Dále působila v letech 1922-1926 ve Velkém divadle v Plzni a poté v letech 1926-1929 v Divadle v Českých Budějovicích. Zde také Hanna Kramperová ukončila svojí uměleckou činnost a v dalších letech žila se svojí dcerou Kamilou na odpočinku v Letovicích a později v Bílovicích nad Svitavou, kde také počátkem července roku 1969 zemřela a následně byla pohřbena na místním hřbitově.